# علاج إشعاعي موجه أثناء الجراحة
العلاج الإشعاعي الموجه أثناء الجراحة (اختصارًا TARGIT) هو تقنية لتوجيه العلاج الإشعاعي على الأنسجة المحيطة بالسرطان بعد إزالته جراحيًا، وهو شكل من أشكال العلاج الإشعاعي أثناء الجراحة. صُممت هذه التقنية في عام 1998 في كلية لندن الجامعية. في المرضى الذين خضعوا لاستئصال الكتلة الورمية لسرطان الثدي، اختبرت تجربة تارغيت-إيه المنضبطة المعشاة (طُبقت من عام 2000 حتى عام 2012) ما إذا كان العلاج الإشعاعي الموجه أثناء الجراحة بنفس جودة الطريقة التقليدية للعلاج الإشعاعي الخارجي بعد الجراحة على مدى عدة أسابيع.
تُعرف إحدى تقنيات العلاج الإشعاعي أثناء الجراحة باسم تارغيت (العلاج الإشعاعي الموجه أثناء الجراحة). تارغيت هي طريقة يتم فيها تطبيق الإشعاع أثناء الجراحة واستهداف الأنسجة المحيطة بالورم. صُممت تقنية تارغيت في كلية لندن الجامعية من قبل جايانت إس فيديا (الذي صاغ اختصار تارغيت) ومايكل بوم بالإضافة إلى جيفري إس توباياس في عام 1998. استُخدم المصطلح لأول مرة عندما وصفت التقنية، ونُشر بروتوكول التجربة المعشاة في صحيفة ذا لانسيت.

## الاستخدامات الطبية

### سرطان الثدي
حدثت أكبر تجربة للعلاج الإشعاعي أثناء الجراحة باستخدام تقنية تارغيت لدى مرضى سرطان الثدي وأظهرت النتائج إمكانياتها المحتملة، إذ تم بالفعل علاج عدد كبير من المرضى.

#### تبني التقنية من قبل المجتمع العلمي
في مؤتمر سانت غالن لسرطان الثدي (16-19 مارس 2011) أجمع أكثر من 52 عضوًا من خبراء سرطان الثدي على إمكانية استخدام تقنية تارغيت كعلاج إشعاعي وحيد في حالات معينة بعد جراحة الثدي المحافظة (نتائج التصويت: 49% نعم، 36% لا)، أو كجرعة إضافية تعزيزية من الأشعة الموجهة على موقع الورم الأصلي بدلًا من العلاج الإشعاعي الخارجي (نتائج التصويت 62% نعم، 23% لا).

## الهدف من الاستخدام
عندما يتم استئصال سرطان الثدي جراحيًا، يمكن أن يعود (نكس موضعي) على ما تبقى من خلايا الثدي أو على جدار الصدر لدى نسبة صغيرة من النساء. يعد العلاج الإشعاعي المساند ضروريًا إذا تم علاج سرطان الثدي بإزالة الورم السرطاني فقط مع حواف الأنسجة الطبيعية المحيطة، لأنه يقلل من فرصة النكس الموضعي. عندما يعود السرطان، يحدث ذلك بشكل شائع في الأنسجة المحيطة بالسرطان الأصلي، رغم وجود سرطانات متعددة المراكز في مواقع بعيدة عن الثدي. هذا يشير إلى ضرورة علاج الورم الأصلي.
الهدف الأساسي لتقنية تارغيت هو توجيه جرعة عالية من الإشعاع على الورم الأصلي بشكل خاص. تم اختبار تقنيات الإشعاع التقليدية، مثل العلاج الإشعاعي الخارجي بعد الاستئصال الجراحي للورم، وأثبتت فعاليتها. عادةً ما يعُطى العلاج الإشعاعي الخارجي كجزء من العلاج الإشعاعي الكامل للثدي وكجرعة إضافية من الأشعة على الورم الأصلي، أو لتوجيه الأشعة على منطقة صغيرة من الثدي. مع ذلك، لهذه التقنية بعض العيوب؛ مثلًا، يمكن تفويت موقع الورم الأصلي الذي يجب تطبيق جرعة التعزيز عليه بسبب صعوبة تحديد الموقع الدقيق وبسبب المضاعفات في تجويف الجرح («تفويت ناتج عن خطأ في تحديد الموقع»)، حتى عند استخدام إطار تخطيط المعالجة الإشعاعية الحديث. بالإضافة إلى ذلك، قد يؤدي التأخير المعتاد بين الاستئصال الجراحي للورم والعلاج الإشعاعي الخارجي إلى إعادة توطين الخلايا السرطانية («تفويت ناتج عن خطأ زمني»). يمكن تجنب هذه الآثار الضارة المحتملة عن طريق توجيه الإشعاع بشكل أكثر دقة نحو الأنسجة المستهدفة ما يؤدي إلى التدمير الفوري لخلايا الورم المتبقية. في تقنية تارغيت، يُستخدم جهاز معالجة صغير يمكن وضعه بالقرب من موقع العلاج بهدف تجنب بعض هذه المشكلات العملية. أثبت أيضًا أن العلاج الشعاعي بتقنية تارغيت يؤثر على خصائص سائل الجرح، والذي قد يكون مرتبطًا بتكاثر الخلايا السرطانية واحتمالية النكس الموضعي. بناءً على نتائج تجربة تارغيت-إيه، تبين أن تقنية تارغيت قد يكون لها تأثير إفراعي يحد من خطر الموت غير السرطاني، رغم عدم وجود دليل واضح.